# Zierliche Röhricht-Goldeule

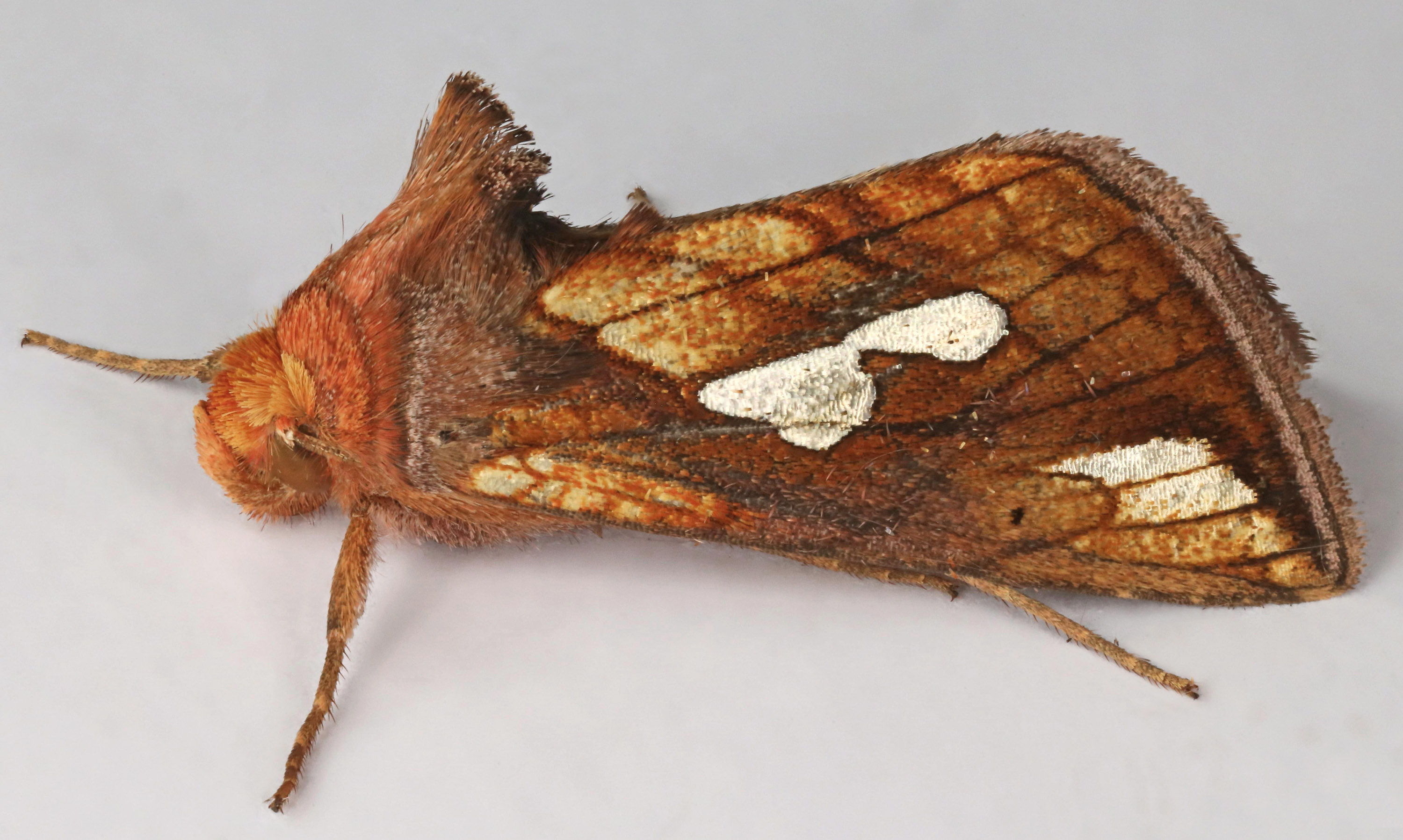
Plusia festucae (zum Vergleich)

Die Zierliche Röhricht-Goldeule (Plusia putnami) ist ein Schmetterling (Nachtfalter) aus der Familie der Eulenfalter (Noctuidae).

## Merkmale

### Falter
Die Falter erreichen eine Flügelspannweite von 34 bis 38 Millimetern. Die Vorderflügeloberseite ist rötlich braun bis orange braun gefärbt, die Basalregion ist leicht verdunkelt. Im Mittelfeld befinden sich zwei große silberglänzende, tropfenförmige Zeichnungselemente. Im Apikalfeld heben sich einige silbrig weiße Keile ab, die von der dunkelbraunen äußeren Querlinie rundbogenförmig begrenzt werden. Die Hinterflügeloberseite ist zeichnungslos braungrau. Der Hinterleib der Falter ist pelzig behaart, am Thorax befindet sich ein dichtes Haarbüschel.

### Raupe
Ausgewachsene Raupen sind grasgrün bis blaugrün gefärbt. Sie zeigen schmale weißliche Rücken- und Nebenrückenlinien sowie einen breiten weißen Seitenstreifen.

### Ähnliche Arten
Die sehr ähnlichen Falter der Röhricht-Goldeule (Plusia festucae) sind mit einer Flügelspannweite von bis zu 42 Millimetern geringfügig größer und unterscheiden sich durch eine Richtung Mittelfeld gerichtete Spitze der dunkelbraunen äußeren Querlinie im Apikalfeld der Vorderflügeloberseite.

## Verbreitung, Unterarten und Lebensraum
Das Verbreitungsgebiet der Zierlichen Röhricht-Goldeule erstreckt sich durch Mitteleuropa einschließlich der Britischen Inseln sowie im Osten bis nach China und Japan. Sie fehlt auf der Iberischen Halbinsel. In einigen Gebieten ist eine Überprüfung notwendig, da eventuell eine Verwechselung mit der ähnlichen Röhricht-Goldeule stattfand. Neben der im klimatisch gemäßigten Nordamerika beheimaten Nominatform Plusia putnami putnami sind noch folgende Unterarten bekannt:
- Plusia putnami barbara in Marokko
- Plusia putnami festata in Asien
- Plusia putnami gracilis in Europa bis in den Westen Sibiriens

Die Art kommt in Europa in erster Linie in Mooren, Sumpfgebieten und feuchten Tälern vor. In Asien werden kühle Bergregionen bis auf 1500 Meter Höhe bevorzugt.

## Lebensweise
Die Falter der Zierlichen Röhricht-Goldeule fliegen schwerpunktmäßig zwischen Juni und August. Sie sind überwiegend dämmerungs- und nachtaktiv und besuchen künstliche Lichtquellen, wurden aber auch schon tagsüber im Sonnenschein beim Blütenbesuch niedrig über Moorwiesen schwirrend beobachtet. Die Raupen ernähren sich überwiegend von den Halmen verschiedener Süßgräser (Poaceae) oder Sauergräser (Cyperaceae).